# Sima (Ungheria)
Sima è un comune dell'Ungheria di 24 abitanti (dati 2001) . È situato nella contea di Borsod-Abaúj-Zemplén.